# Пархоменко, Николай Николаевич
Николай Николаевич Пархоменко (4 февраля 1935, Магдалиновка, Днепропетровская область — 10 июля 2009, Москва) — советский борец классического стиля, призёр чемпионата СССР, мастер спорта СССР по греко-римской, вольной борьбе и самбо, мастер спорта СССР международного класса, заслуженный тренер СССР (1972), РСФСР, Казахской ССР. Вице-президент IWF (Международной федерации тяжёлой атлетики) (1980—2009). Первый заместитель министра по физической культуре, спорту и туризму Российской Федерации (1999—2000). Директор государственного учреждения «Центр спортивной подготовки сборных команд России» Архивная копия от 23 октября 2017 на Wayback Machine (2000—2009). Президент ФТАР (Федерации тяжёлой атлетики России Архивная копия от 26 октября 2017 на Wayback Machine) (2003—2009). Доктор педагогических наук.

## Биография
В 1952 году начал заниматься борьбой в секции железнодорожного училища в Днепропетровске. В 1954 году поступил в Московский индустриальный техникум «Трудовые резервы».
В 1957 году зачислен на должность тренера по классической борьбе Московского областного совета общества «Спартак». Участвовал в шести чемпионатах СССР (1954—1962).
Победитель международных турниров. В 21 год стал мастером спорта СССР по греко-римской борьбе. Представлял общество «Трудовые резервы» (Москва).
Николаю Пархоменко довелось преподавать и самбо. В 1963 году стал тренером по борьбе самбо спортивного клуба Группы советских войск городе Вюнсдорф в Германии. За высокие показатели на первенстве Вооружённых сил по классической борьбе приказом Главнокомандующего ГСВК объявить благодарность и наградить ценным подарком.
Выпускник Омского государственного института физкультуры 1966 года. 15 июня 1969 года зачислен старшим тренером сборных команд ДСО «Спартак» Участник Олимпийских игр 1956 и 1960 годов. Стал тренером сборной СССР на Олимпийских играх 1972 года в Мюнхене. Судья всесоюзной (1970), а затем международной (1974) категорий.
20 ноября 1974 года назначен заместителем начальника Управление прикладных видов спорта Спорткомитета СССР. 1 января 1976 года назначен заместителем начальника управления спортивных единоборств. С 1980 года вице-президент Международной федерации тяжёлой атлетики. 1 апреля 1981 года назначен начальником Управления спортивных единоборств Спорткомитета СССР. 1 сентября 1986 года назначен начальником Управления спортивных единоборств Госкомспорта СССР. 24 ноября 1986 года принят на должность тренера сборной команды СССР по классической борьбе Центрального спортивного клуба ДСО профсоюзов. 2 января 1990 года назначен заместителем начальника Главного управления летних видов спорта Госкомспорта СССР.
5 января 1993 года назначен на должность первого заместителя руководителя рабочей группы «Атланта-96» Всероссийского олимпийского комитета (ВОК) по координации подготовки российских спортсменов к летним Олимпийским играм. За высокие спортивные достижения на Олимпийских играх 1996 года объявлена благодарность Президента Российской Федерации. 1 ноября 1996 года назначен заместителем руководителя рабочей группы «Сидней-2000» Олимпийского комитета России.
6 октября 1999 года Распоряжением Правительства РФ назначен первым заместителем министра Министерства Российской Федерации по физической культуре, спорту и туризму. 13 ноября 2000 года назначен на должность директора Государственного учреждения «Центр спортивной подготовки сборных команд России» Министерства спорта России. Затем — Госкомспорта РФ, Федерального агентства по физической культуре, спорту и туризму Российской Федерации. В 2003 году Николай Пархоменко возглавил Федерацию тяжёлой атлетики России (ФТАР) Архивная копия от 26 октября 2017 на Wayback Machine и за короткий срок вернул стране лидирующие позиции в подотчетном ему виде спорта. С 22 декабря 2005 года Член Исполкома Олимпийского комитета России. Николай Николаевич входил в состав руководства официальных делегаций Российской Федерации на многих Олимпийских играх, последний раз — на Играх в Пекине. В течение 25 лет являлся членом исполкома Международной федерации тяжёлой атлетики, являлся её вице-президентом и переизбирался на этот пост шесть раз. Обладатель «Золотого ордена» Международной федерации борьбы (FILA). Арбитр международной категории экстра-класса.
Профессор, академик Академии проблем безопасности, обороны и правопорядка Российской Федерации, вице-президент Академии. Имеет множество правительственных наград. В том числе награждён орденом Петра Великого II-й степени за выдающиеся заслуги и большой личный вклад в развитие и укрепление Государства Российского и орденом Святого князя Александра Невского II-й степени за большой личный вклад в развитие мирового и отечественного спорта.
Похоронен на Троекуровском кладбище в Москве.

## Спортивные результаты
- Чемпионат СССР по классической борьбе 1958 года — .

## Награды
- Знак «Отличник физической культуры» (1975)
- Медаль «За трудовую доблесть» (1976)
- Орден «Знак Почёта» (1980)
- Орден «Трудового Красного Знамени»
- Орден «Петра Великого» 2 степени
- Орден «Святого князя Александра Невского» 2 степени
- «Золотой орден» Международной федерации борьбы (FILA)
- «Золотой орден» Международной федерации тяжёлой атлетики (IWF)
- Почётный знак «За заслуги в развитии физической культуры и спорта»
- Орден Дружбы
- Орден «За заслуги перед Отечеством» IV степени
- Благодарность Президента Российской Федерации (6 января 1997) — за высокие спортивные достижения на XXVI летних Олимпийских играх 1996 года[2]

## Известные воспитанники
- Олзоев, Клим Самсонович (1933) — чемпион и призёр чемпионатов СССР, призёр чемпионата Европы, заслуженный мастер спорта СССР (1973).
- Алексеев, Леонтий Иванович (1937) — почётный мастер спорта СССР по классической борьбе,Мастер спорта СССР по вольной борьбе и борьбе самбо,3-кратный чемпион России по классической борьбе, неоднократный победитель международных турниров, чемпион Германии, неоднократный призёр Вооруженных Сил СССР
- Оленик, Валентин Григорьевич (1939) — серебряный призёр олимпийских игр, чемпион чемпионата мира, неоднократный чемпион чемпионатов СССР.
- Меркулов, Василий Прокофьевич (1942) — чемпион и призёр чемпионатов СССР, призёр чемпионата Европы, заслуженный мастер спорта СССР.
- Хисамутдинов, Шамиль Шамшатдинович (1950) — чемпион СССР и мира, чемпион и призёр чемпионатов Европы, олимпийский чемпион, заслуженный мастер спорта СССР, заслуженный тренер СССР.